# Dolicocefalia

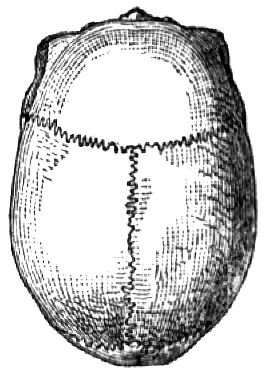
Cranio dolicocefalo

La dolicocefalia, in biometria, è la caratteristica morfologica rappresentata da un indice cefalico inferiore a 75-76 tale che il cranio appare allungato. Può essere naturale o indotta.

## Etimologia
L'aggettivo "dolicocefalo" fu introdotto dall'anatomista svedese Anders Retzius (1796-1860) a partire dai vocaboli greci kephalé = testa, cranio e dolichos = allungato.

## Diffusione
In Europa, secondo le rilevazioni effettuate tra fine XIX e inizi del XX secolo, la dolicocefalia predominava tra le popolazioni dell'Europa del nord, in particolare tra Britannici e Scandinavi e nell'Europa meridionale, in particolare nel sud della penisola iberica, nell'Italia del sud e in Sicilia, in Sardegna, in gran parte dell'Italia centrale e in Corsica nonché in buona parte della fascia costiera mediterranea del Midi francese.
Indici dolicocefali si registravano anche tra le popolazioni dell'Africa, del subcontinente indiano e dell'Oceania. Tuttavia va sottolineato che l'indice cefalico è un carattere plastico che può subire variazioni nel corso delle generazioni per via di fattori ambientali.

## Altri casi

### Dolicocefalia indotta

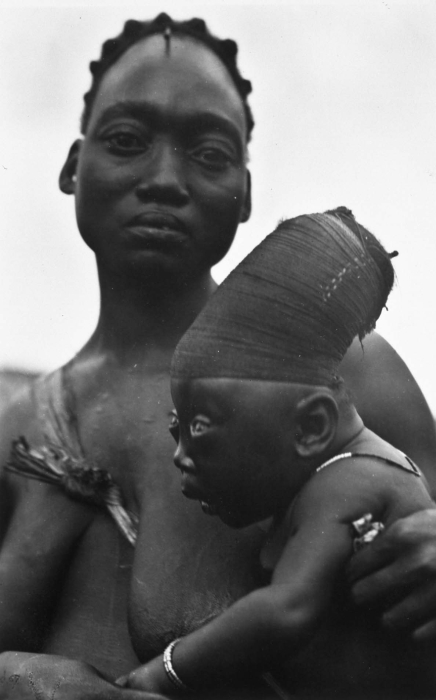
Esempio di dolicocefalia indotta

La dolicocefalia si riferisce anche a una deformazione del cranio indotta.

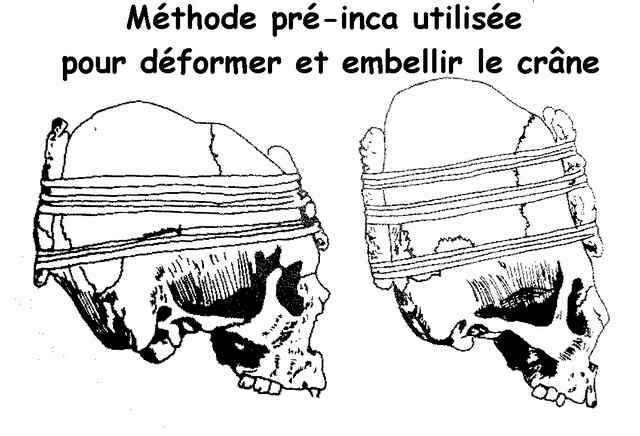
Una delle tecniche di deformazione adottate

Nelle antiche civiltà come quella azteca, maya era diffusa la pratica di allungare i crani dei neonati con l'ausilio, inizialmente, di fasciature dette "rituali", in seguito di vere e proprie assi di legno che modificavano con la crescita le normali saldature delle ossa del cranio rendendolo appunto allungato.
Si crede che tale usanza avesse il fine di aumentare le capacità cerebrali del soggetto.
Tuttavia la modifica delle ossa non è in grado di indurre alcun aumento della capacità volumetrica. 
È da mettere in evidenza la somiglianza che i crani dolicocefali hanno con alcune statuine votive presumeriche. Questo potrebbe spiegare la deformazione dei crani come la volontà di un avvicinamento anche somatico con la divinità.

### Dolicocefalia congenita
La dolicocefalia può essere però classificata anche come anomalia genetica (malformazione umana di Smith), che potrebbe partire da un processo detto craniosinostosi, comportante la fusione prematura di una o più suture craniche.